# Up Close & Personal Tour
L'Up Close & Personal Tour è una serie di concerti tenutisi tra il marzo e l'aprile 2005 della band statunitense dei Backstreet Boys: è stato creato come anticipazione di quello che sarebbe stato il The Never Gone Tour (2005-2006).

## Scaletta
1. The Call
2. Beautiful Woman
3. More Than That
4. Climbing the Walls
5. Shape of My Heart
6. I Still
7. The One
8. I Want It That Way
9. Show Me the Meaning of Being Lonely
10. Shout
11. Larger Than Life
12. Weird World
13. All I Have to Give
14. As Long as You Love Me
15. I'll Never Break Your Heart
16. Poster Girl
17. Quit Playin' Games (With My Heart)
18. Drowning
19. Incomplete
20. Everybody (Backstreet's Back)

## Date del tour
L'Up Close & Personal Tour è iniziato il 21 marzo 2005 a New York ed è terminato il 18 aprile 2005 a Norfolk, per un totale di 17 tappe.
| Data           | Città              | Paese       | Sede                           |
| -------------- | ------------------ | ----------- | ------------------------------ |
| 21 marzo 2005  | New York           | Stati Uniti | Irving Plaza                   |
| 22 marzo 2005  | New York           | Stati Uniti | Irving Plaza                   |
| 24 marzo 2005  | Boston             | Stati Uniti | Avalon                         |
| 25 marzo 2005  | Filadelfia         | Stati Uniti | Electric Factory               |
| 26 marzo 2005  | Scranton           | Stati Uniti | Scranton Cultural Center       |
| 28 marzo 2005  | Chicago            | Stati Uniti | House of Blues                 |
| 29 marzo 2005  | Cleveland          | Stati Uniti | House of Blues                 |
| 30 marzo 2005  | Washington         | Stati Uniti | Club                           |
| 4 aprile 2005  | Columbus           | Stati Uniti | PromoWest Pavilion             |
| 5 aprile 2005  | Detroit            | Stati Uniti | State Theatre                  |
| 6 aprile 2005  | Pittsburgh         | Stati Uniti | Rock Club alla Station Square  |
| 8 aprile 2005  | Milwaukee          | Stati Uniti | Pabst Theater                  |
| 10 aprile 2005 | St. Louis          | Stati Uniti | Roberts Orpheum Theater        |
| 12 aprile 2005 | Dallas             | Stati Uniti | Nokia Theatre al Grand Prairie |
| 14 agosto 2005 | Atlanta            | Stati Uniti | Earthlink Live                 |
| 15 aprile 2005 | North Myrtle Beach | Stati Uniti | House of Blues                 |
| 18 aprile 2005 | Norfolk            | Stati Uniti | The NorVa                      |